# Palais Vrints zu Falkenstein

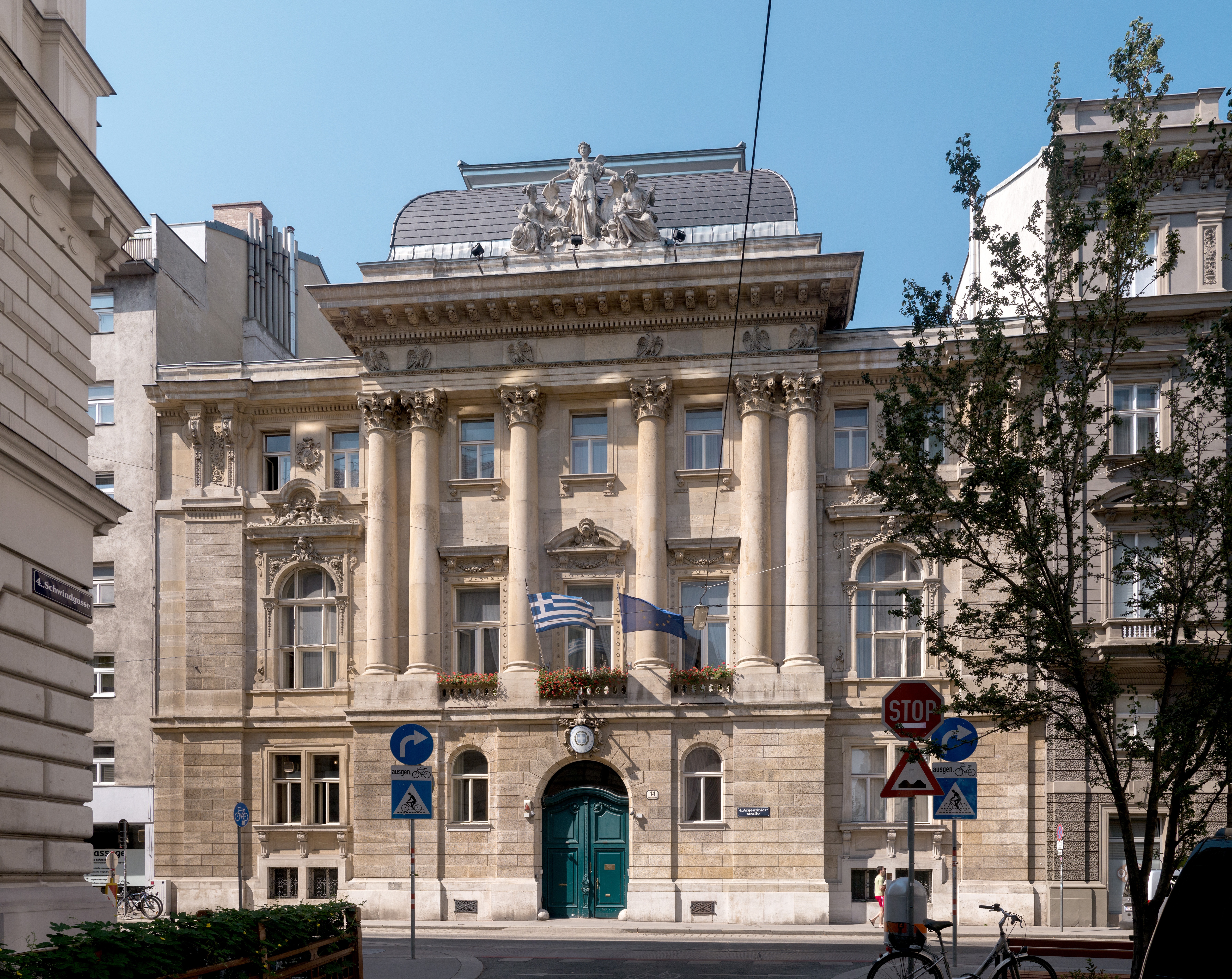
Palais Vrints zu Falkenstein

Le palais Vrints zu Falkenstein (également appelé palais Falkenstein) est un palais de Vienne situé dans le quartier de Wieden. Il a été construit pour la famille Vrints et est le siège de l'ambassade de Grèce depuis 1921. 

## Histoire
En 1887-89, la famille Vrints Falkenstein fait construire et équiper le palais Vrints zu Falkenstein par Ludwig Richter et Alois Schumacher. En 1905, le palais passa à la famille von Redlich et en 1921 à l'État grec. L'ambassade de Grèce en Autriche est installée ici depuis lors. Marie Bonaparte séjourne à l'ambassade de Grèce en 1938 et prépare à partir de là l'évasion de Sigmund Freud de Vienne . 

## Architecture
Les architectes Ludwig Richter et Alois Schumacher ont choisi une façade classique, caractérisée par des colonnes, et comportant des faucons, les oiseaux héraldiques des Falkenstein. Parmi les trois statues féminines au-dessus, celle du milieu représente la déesse de la victoire Niké. 
En 1992-1993, les détails structurels de la façade ont été reconstruits et les bains ont été rénovés sur la base de modèles historiques. Les travaux ont été supervisés par Dimitris Manikas . 
Le palais Vrints zu Falkenstein est cité comme l'un des aménagements intérieurs les plus splendides et raffinés de l'historicisme néobaroque viennois.

## Liens web
- Ambassade grecque
- Vrintspalais

## Littérature
- Nina Nemetschke, Georg J. Kugler: Lexique de l'art et de la culture viennoise. Ueberreuter, Vienne 1990,  (ISBN 3-8000-3345-3).

## Source de traduction
- (de) Cet article est partiellement ou en totalité issu de l’article de Wikipédia en allemand intitulé « Palais Vrints zu Falkenstein » (voir la liste des auteurs).